# Mälarhöjdens skola
 Mälarhöjdens skola är en kommunal grundskola i stadsdelen Mälarhöjden i Stockholms kommun. Skolan har undervisning för barn i årskurs F-9 och år 2016 över 1100 elever.

## Historik
Den första skolan i Mälarhöjden var en tvåvåningsbyggnad med rödmålad träpanel och vitmålade knutar. Den togs i bruk höstterminen 1905 under namnet Johannisdals folkskola. Byggnaden, som från början hade tre klassrum, kallas idag Röda stugan, är fortfarande en del av Mälarhöjdens skola och används för undervisning.  Åren 1924-25 uppfördes en ny skolbyggnad i fyra våningar och en lägre flygel, bägge i slammat tegel efter ritningar av Georg A. Nilsson. Denna byggdes ut under 1930-talet.
År 1954 (ännu 8-årig folkskola) tillkom tegellängan mot Slättgårdsvägen med matbespisning och klassrum efter ritningar av arkitekt Paul Hedqvist. Skolan har därefter successivt byggts ut med nya mindre byggnader och paviljonger.
Inom skolområdet finns Nils G. Stenqvists bronsskulptur Snäckor.

## Fotogalleri

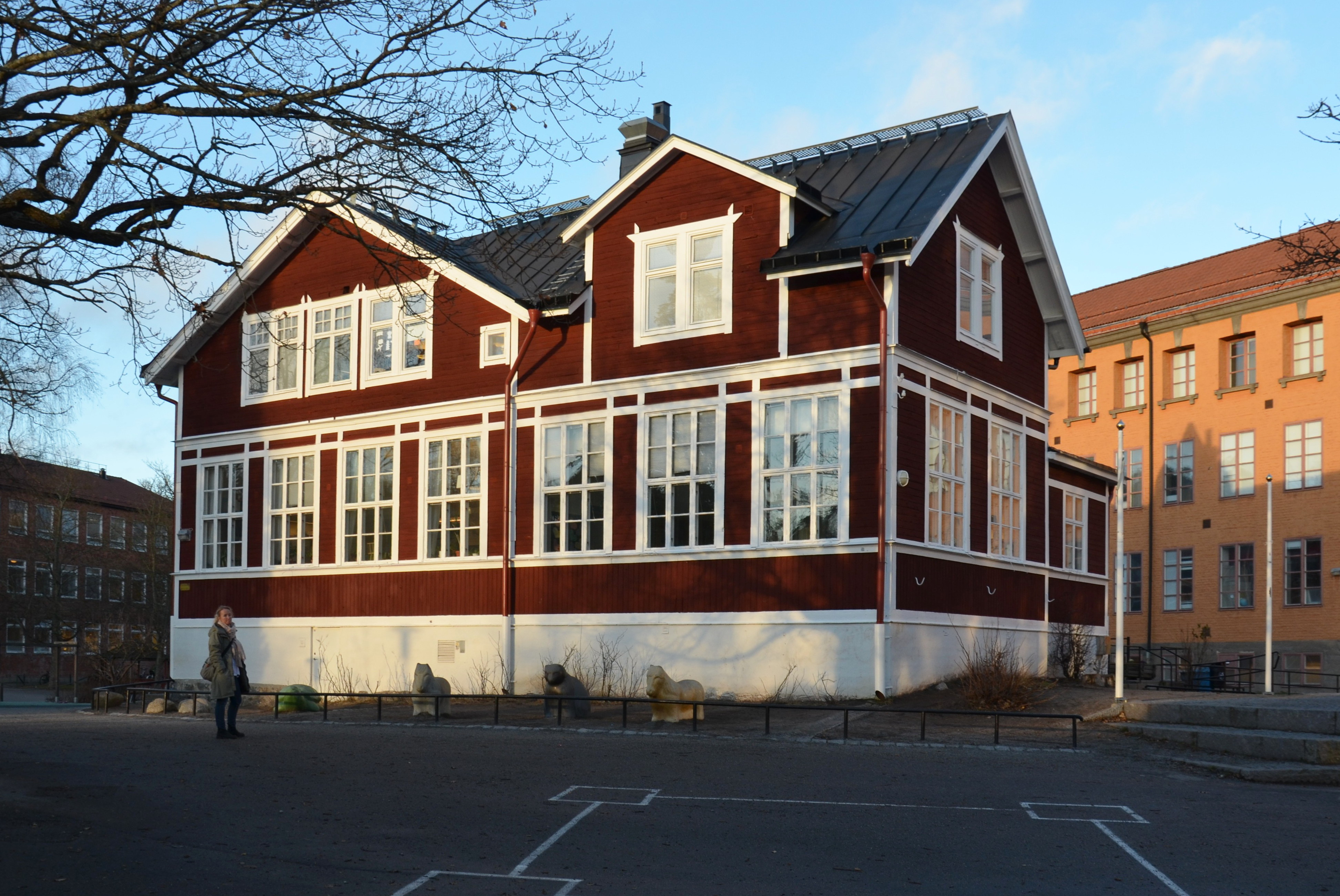
Johannisdals folkskola, "Röda stugan", från 1905
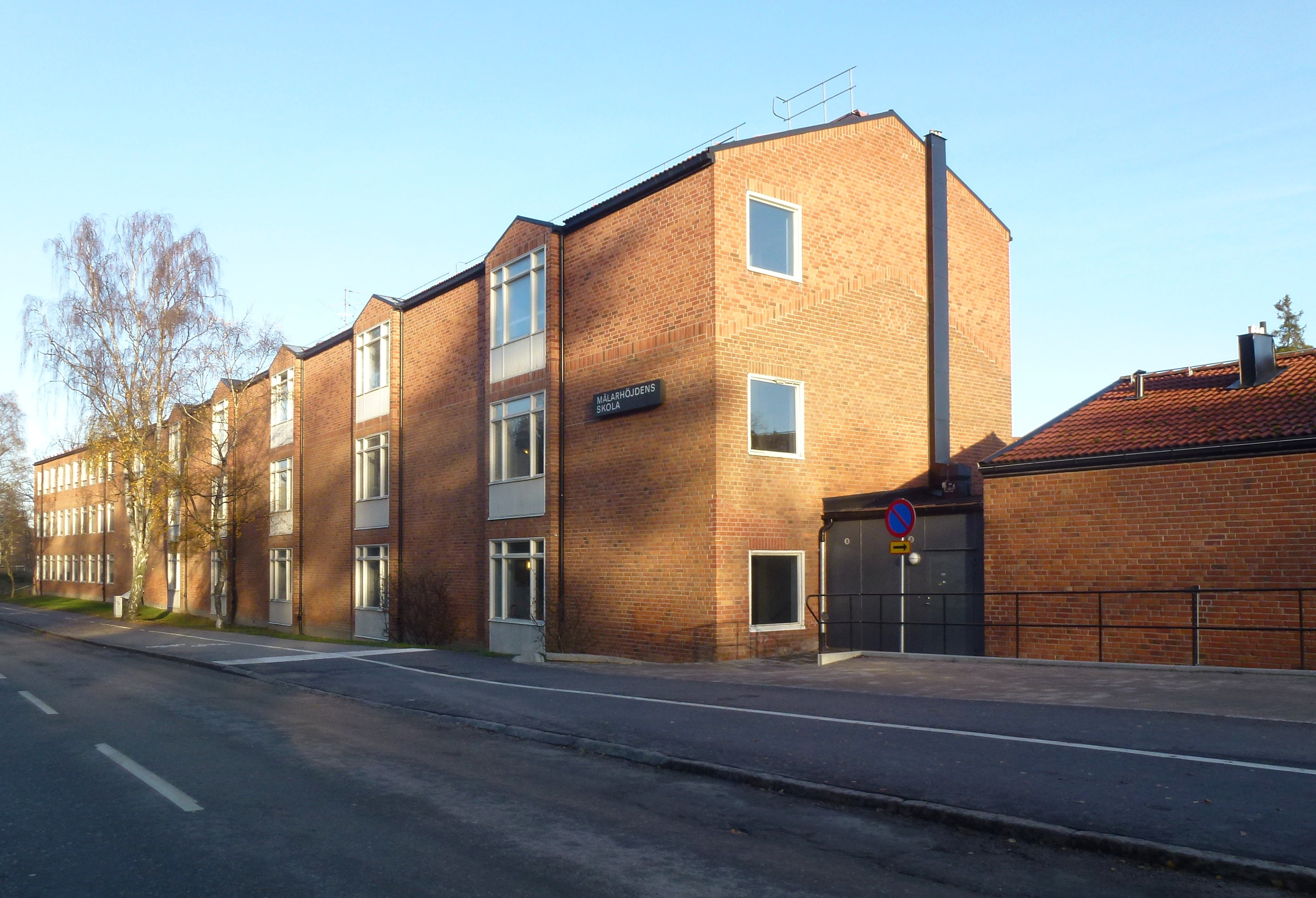
Längan mot Slättgårdsvägen
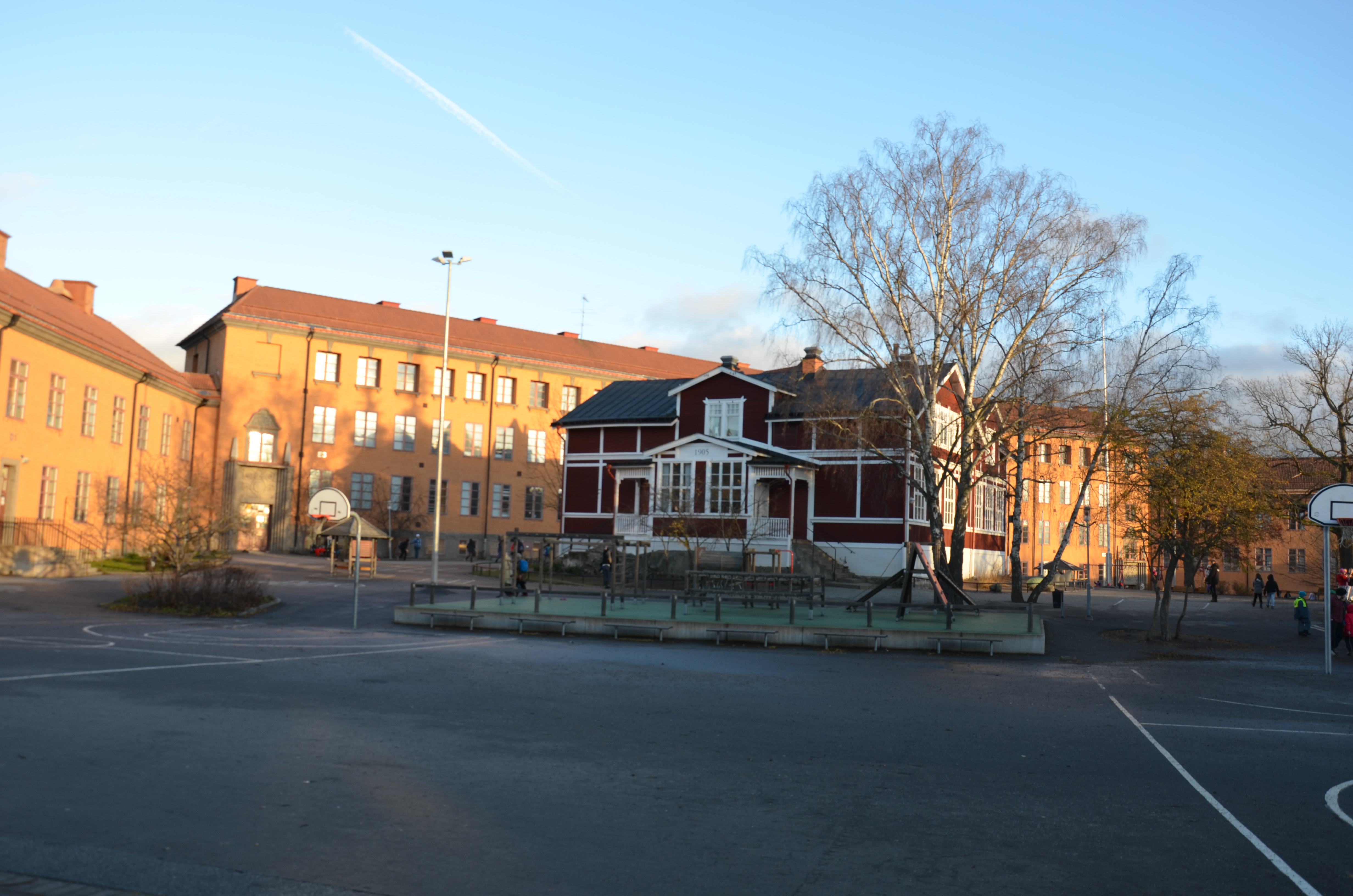
Skolgården med Röda stugan
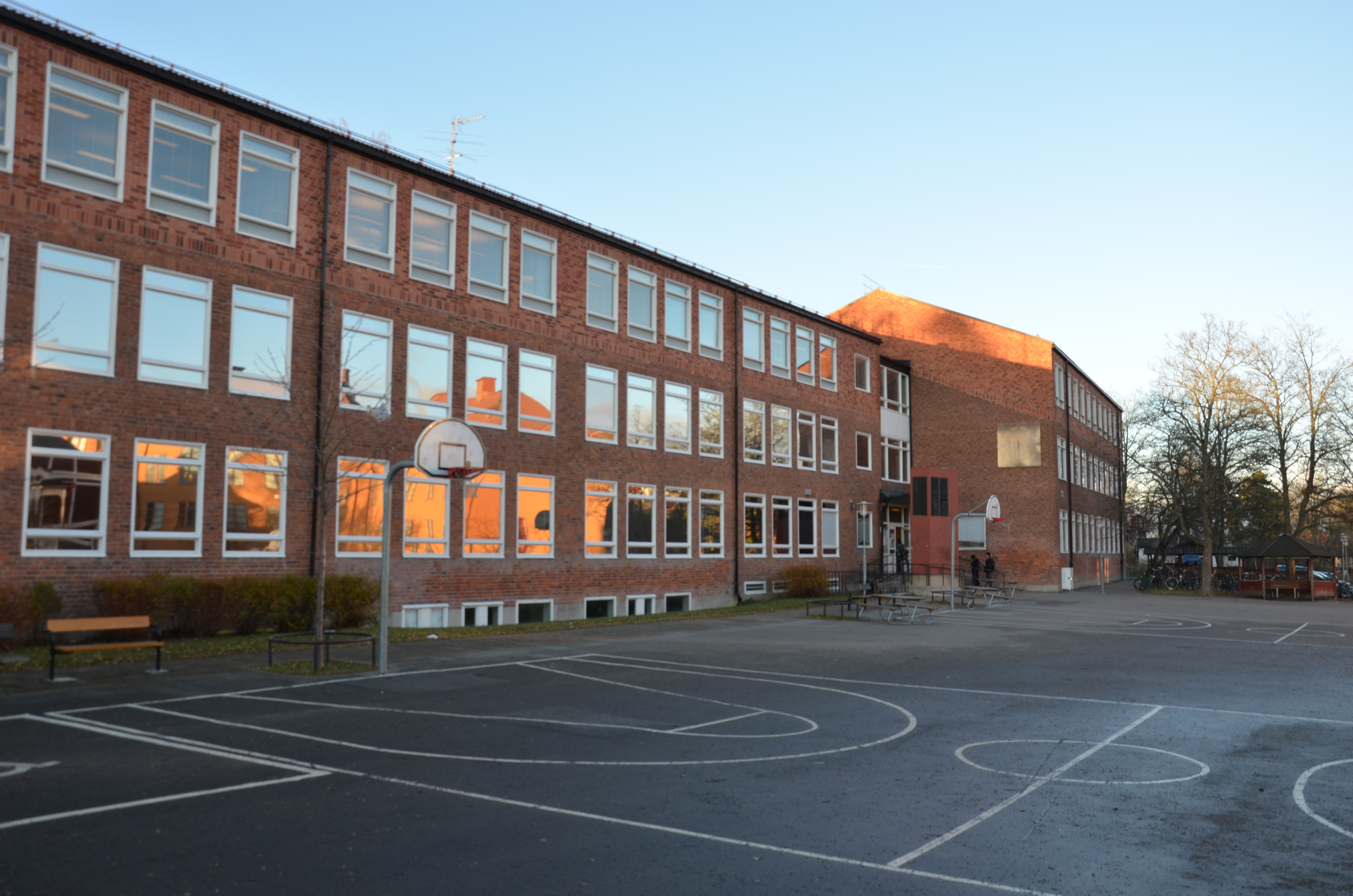
Högstadielängan